# Multidentorhodacarus pennacornutus
Multidentorhodacarus pennacornutus är en spindeldjursart som beskrevs av Wolfgang Karg 2000. Multidentorhodacarus pennacornutus ingår i släktet Multidentorhodacarus och familjen Rhodacaridae. Inga underarter finns listade i Catalogue of Life.